# Cheng Yih Wu
Cheng Yih Wu, född den 13 juni 1916 i Jiujiang, död den 20 juni 2013 i Kunming, var en kinesisk botaniker. Han examinerades vid Tsinghuauniversitetet 1937 och fortsatte sina doktorandstudier vid Pekinguniversitetet mellan 1940 och 1942.
Auktorsnamnet C.Y.Wu kan användas för Cheng Yih Wu i samband med ett vetenskapligt namn inom botaniken; se Wikipediaartiklar som länkar till auktorsnamnet.